# Saint-Genest-sur-Roselle
Saint-Genest-sur-Roselle este o comună în departamentul Haute-Vienne din centrul Franței. În 2009 avea o populație de 464 de locuitori.

## Evoluția populației
| An        | 1975 | 1982 | 1990 | 1999 | 2006 | 2009 |
| --------- | ---- | ---- | ---- | ---- | ---- | ---- |
| Populație | 346  | 361  | 393  | 385  | 423  | 464  |